# Ricardo Alves Pereira
Ricardo Alves Pereira, meglio noto come Ricardinho (Sinop, 8 agosto 1988), è un ex calciatore brasiliano, di ruolo attaccante.

## Palmarès

### Club

#### Competizioni internazionali
- Coppa Suruga Bank: 1

FC Tokyo: 2010